# La mordidita
Albums de Ricky Martin featuring Yotuel
Mr. Put It Down
(2015) Que se sienta el deseo
(2015)
Clip vidéo
[vidéo] « La mordidita », sur YouTube
La mordidita est une chanson du chanteur portoricain Ricky Martin (avec Yotuel en featuring) extraite de son dixième album studio, A quien quiera escuchar, sorti en 2015.
La chanson est également sortie en single, c'était le troisième single de cet album.
Cette chanson a atteint la 3e place en Espagne et la 159e place en France.